# Paphiopedilum pradhanii
Paphiopedilum pradhanii är en orkidéart som beskrevs av Udai Chandra Pradhan. Paphiopedilum pradhanii ingår i släktet Paphiopedilum och familjen orkidéer. Inga underarter finns listade i Catalogue of Life.